# Redwood Valley Railway
| Redwood Valley Railway                    | Redwood Valley Railway |
| ----------------------------------------- | ---------------------- |
| Dampflok Nr. 7 der Redwood Valley Railway |                        |
| Streckenverlauf                           |                        |
| Streckenlänge:                            | 2 km                   |
| Spurweite:                                | 381 mm (Liliputbahn)   |
|                                           |                        |

Die Redwood Valley  Railway ist eine 2 km lange Parkeisenbahn mit der Liliput-Spurweite von 15 Zoll (381 mm) im ungewöhnlichen Maßstab 1:2,4 (5 Zoll:1 Fuß) im Tilden Regional Park bei Berkeley, Kalifornien. Sie wurde 1952 von Erich Thomsen als Tilden South Gate and Pacific Railway gegründet und beförderte bei ihrem 50-jährigen Jubiläum im Jahr 2002 über 160.000 Fahrgäste pro Jahr.

## Fahrbetrieb
Die Redwood Valley Railway betreibt richtige Dampflokomotiven. Eine Fahrt dauert etwa 12 Minuten.

## Wagen

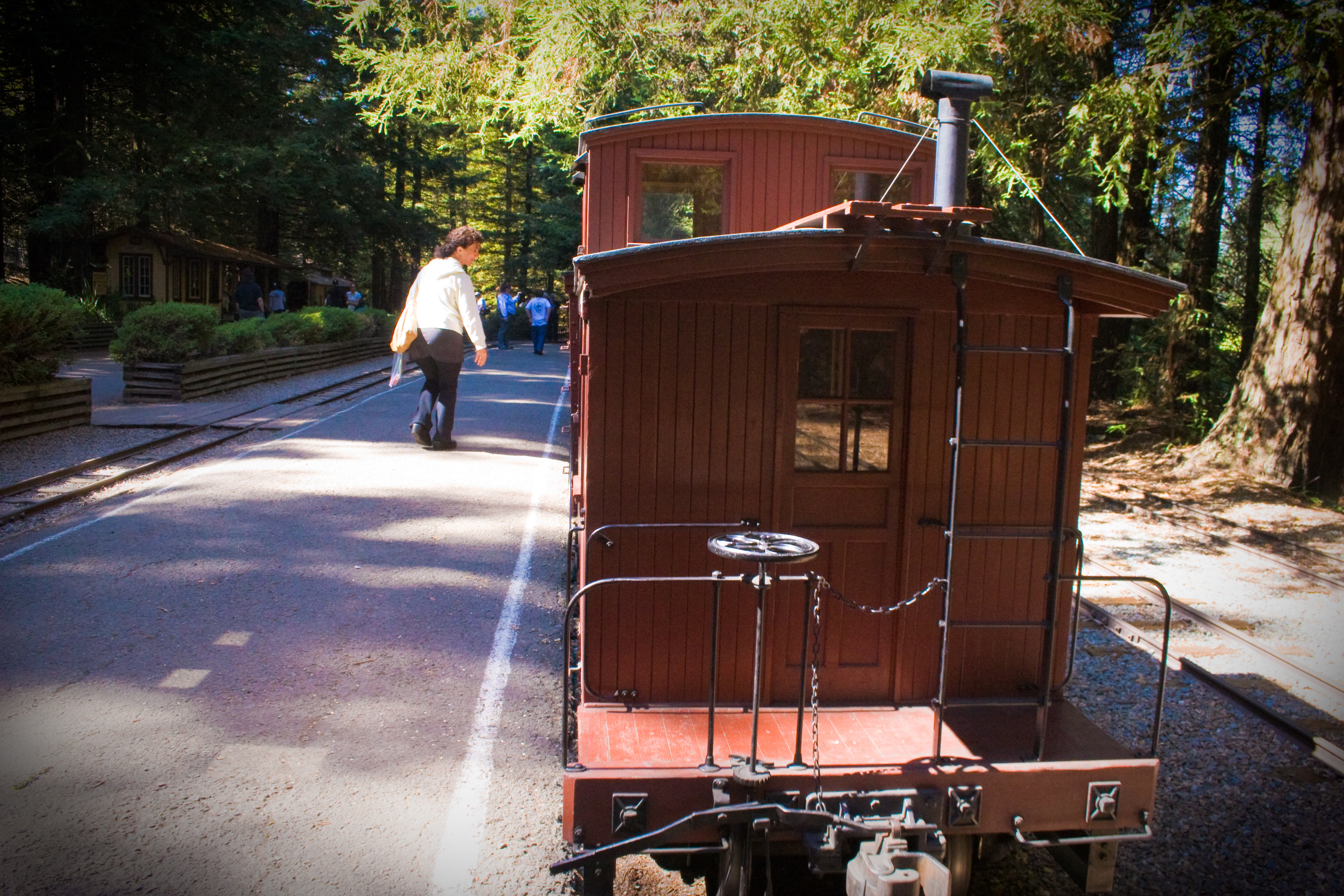
Caboose

Die Redwood Valley Railway betreibt etwa 12 hölzerne Wagen, die diejenigen von Wild-West-Schmalspurbahnen mit einer Spurweite von 3 Fuß (914 mm) zum Vorbild haben. In ihnen können jeweils bis zu acht Erwachsene Platz nehmen. Insbesondere bei Kindern sind die Stock Car genannten Personenwagen beliebt, in denen aber auch Erwachsene komfortabel sitzen können.
Außerdem gibt es einen geschlossenen Güterwagen, sowie Mehrzweckwagen, die sowohl für den Personentransport als auch bei Gleisbauarbeiten eingesetzt werden können. Ein Flachwagen, der in den 1970er Jahren im Rahmen eines Schulprojekts gebaut wurde, ist einer der am vielseitigsten verwendeten Wagen. Zahlreiche zweiachsige Loren, die umgangssprachlich "Jimmies" genannt werden, dienen dem Wartungspersonal zum Schweißen, Schwellenaustausch und Schottertransport.
Bemerkenswert ist ein Schüttgutwagen für Kohle, der für die Dampflok Nr. 4 als zusätzlicher Schlepptender eingesetzt wurde, bis diese Mitte der 1970er Jahre auf ölbefeuerten Dampfbetrieb umgestellt wurde. Er wurde mit 12 Metallklappstühlen ausgestattet, wird aber nur noch selten bei Sonderfahrten eingesetzt.
Das Glanzstück des Fuhrparks ist eine kurze Caboose mit einem mittig angebrachten Personalkabine. Das maßstäbliche Modell basiert auf einem Vorbild der Denver & Rio Grande Western Railroad mit der Spurweite von 3 Fuß (914 mm) und folgte seit über 30 Jahren den meisten der kommerziell eingesetzten Personenzüge.

## Lokomotiven

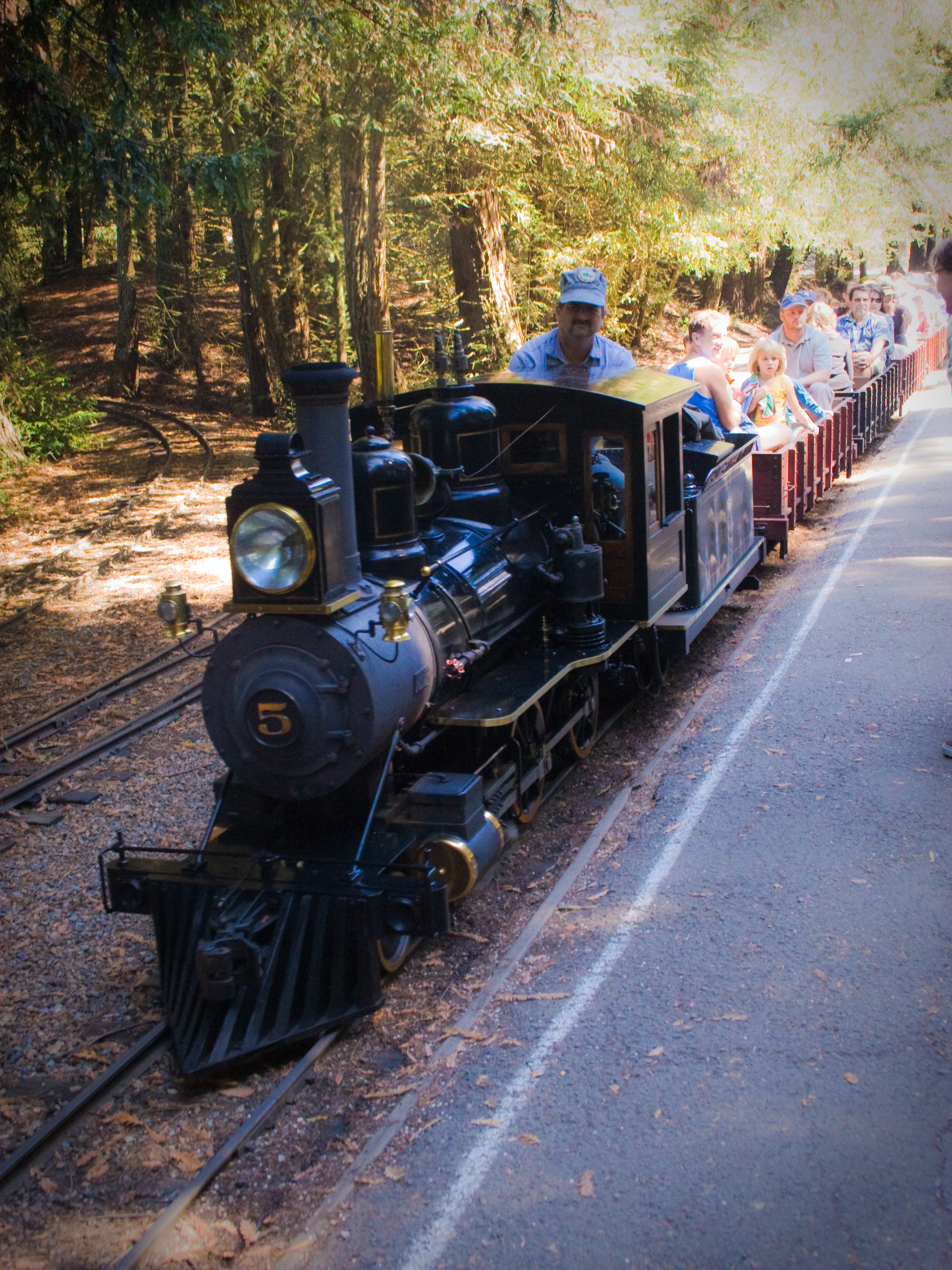
Dampflok Nr. 5

Die Dampflokomotiven sind maßstabsgetreue Nachbildungen von Baldwin-Lokomotiven aus der Zeit von 1875 bis 1910:
- Nr. 2, eine B 0-4-0 Benzin-hydraulische Lokomotive "Juniper"
- Nr. 4, eine 1B1 (2-4-2 Columbia) "Laurel"
- Nr. 5, eine 2′B (4-4-0 American) "Fern"
- Nr. 7, eine 1C1 (2-6-2 Prairie) "Oak"
- Nr. 11, eine 2'C' (4-6-0 Ten-Wheeler) "Sequoia"

## Zukünftige Projekte
Es gibt Teile für eine 2-4-4 und den Kessel für eine 2-6-0 mit der Nummer 13, die aber noch nicht zusammengebaut wurden. Eine zweite Caboose und ein prachtvoll mit Tapeten, Möbeln und Gläsern ausgestattetes maßstäbliches Modell eines Salonwagens werden zurzeit gebaut.